# Кампогаллиано
Кампогаллиано (итал. Campogalliano) —  коммуна в Италии, располагается в регионе Эмилия-Романья, подчиняется административному центру Модена.
Население составляет 8044 человека (на 2004 г.), плотность населения составляет 221 чел./км². Занимает площадь 35 км². Почтовый индекс — 41011. Телефонный код — 059.
Покровителем коммуны почитается святая Урсула. Праздник ежегодно празднуется 21 октября.